# Кнопка (техніка)

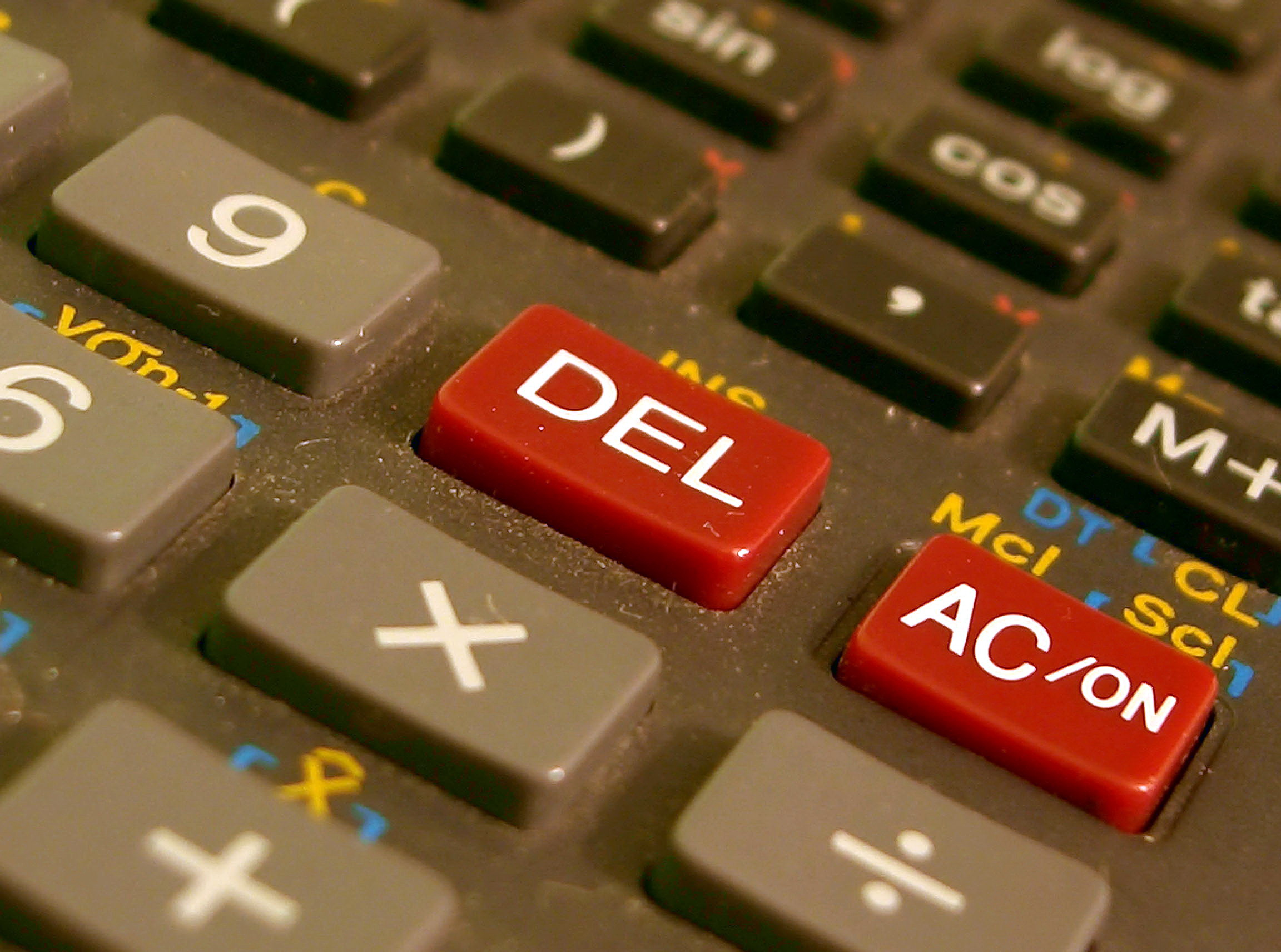
Кнопки калькулятора

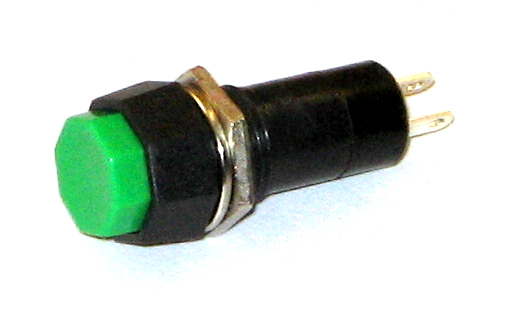
Кнопковий вимикач, для монтажу в корпусі апаратури

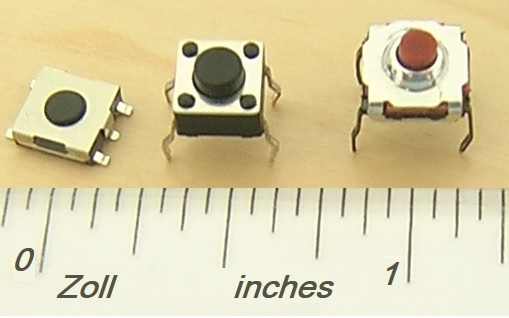
Кнопки-мікровимикачі

Будова кнопки керування

Кно́пковий вимика́ч (перемика́ч) — перемикач, електромеханічний пристрій, призначений для кіл керування, який приводиться в дію натиском деталі, що передає зусилля оператора (звичайно пальця чи долоні), і який має механізм накопичення енергії зворотної дії.
Кно́пка або ґу́дзик — частина привідного елемента, яка переміщується звичайно вздовж своєї осі від зусилля, яке створюється рукою оператора.
У ширшому розумінні кнопка (ґудзик) — конструктивний елемент, що містить деяку обмежену поверхню, натиснення на яку приводить до вироблення керувального впливу на пов'язаний з нею пристрій.
За своєю природою кнопка є первинним перетворювачем зовнішнього фізичного впливу (натиснення), що передає сигнал у вигляді переміщення, зусилля, зміни ємності, індуктивності, світлового потоку сполученим з нею пристроям (важелю, клапану, електричним контактам, чутливим елементам, електронним схемам тощо).
Кнопка належить до засобів введення інформації в людино-машинних інтерфейсах шляхом формування електричного (пневматичного, гідравлічного, оптичного) сигналу у різних пристроях методом замикання чи/та розмикання двох або більше електричних (пневматичних, гідравлічних) контактів.

## Основні функційні властивості кнопок
Два (три у випадку перемикання) контакти, що комутують сигнальні лінії в процесі натиснення кнопки, називаються контактною групою. Кнопка може мати як одну, так і декілька контактних груп — нормально розімкнутих, нормально замкнутих чи перемикальних — у довільній їх комбінації.
Кнопка, у залежності від наявності/відсутності прикладеного до неї впливу, має два положення — «натиснуто» і «відпущено». У залежності від стану, у якому кнопка залишиться після зняття впливу на неї, кнопки поділяються на кнопки, що фіксуються і не фіксованого типу:
- Кнопка, що повертається у вихідний стан після зняття докладеного зусилля, є не фіксованою.
- Кнопка, яка змінює свій стан на протилежний до того, що був до натиснення, і залишається у ньому після зняття впливу, є фіксованою.

Контакти кнопки за своїм станом у положенні «відпущено», поділяються на нормально розімкнені або нормально замкнені:
- нормально розімкнуті контакти не є сполучені (розімкнуті), коли кнопка перебуває у положенні «відпущено»;
- нормально замкнуті контакти є сполученими (замкнуті), коли кнопка перебуває у положенні «відпущено».

Відповідно, кажуть: «кнопки з нормально розімкнутими контактами», або «кнопки з нормально замкнутими контактами».
Перемикальний контакт є еквівалентним комбінації нормально розімкнутого і нормально замкнутого контактів, з одним спільним контактом. Кнопка з перемикальною контактною групою називається перемикачем.

## Типи кнопок
Для користувача термін «кнопка» обмежується натискною поверхнею на накривці, частиною конструкції «кнопка», на яку він, власне і здійснює натиснення.
У залежності від принципу роботи кнопкові вимикачі (перемикачі) поділяються на:
- механічні кнопки, принцип роботи яких ґрунтується на сприйнятті зусилля або переміщення при натисненні
- сенсорні кнопки, принцип роботи яких ґрунтується на встановленні моменту торкання руки (пальця) оператора поверхні кнопки

### Механічні кнопки
Замикання (розмикання) контактів механічної кнопки відбувається за прикладення деякого, заданого конструкцією, зусилля вздовж (або в межах допустимого кута відхилення) уявної осі натиснення, що зазвичай є перпендикулярною до площини кріплення кнопки.

#### Конструкція
Попри різноманітність конструкцій та рівні їх складності механічні кнопки завжди містять наступні складові частини:
- корпус або основу;
- контактну групу (групи);
- механізм накопичення енергії зворотної дії (механізм повернення);
- натискну поверхню — кришка або шток;

Різновид кнопки, яка звичайно спрацьовує від обертального руху навколо зміщеної осі, подібно до клавіші піаніно називається клавішею.
Мініатюрна кнопка з однією групою контактів і мініатюрним штоком з малим ходом для роботи як кінцевий вимикач руху механізмів має назву мікроперемикач (сленг. мікрик).
Іноді безпосередньо в корпусі кнопки розташовують засоби внутрішнього підсвічення та/або індикації (лампочки, світлодіоди, рідкокристалічні чи OLED-дисплеї).

#### Механізм повернення
Конструктивне виконання механізму накопичення енергії зворотної дії може базуватись на різних принципах:
- пружина (гвинтова, навколо штока, або плоска — в мікроперемикачах);
- різнополярні магніти;
- гумовий купол (верх якого одночасно виконує і функцію натискної кришки; іноді кришка виконана окремо, з пластику) — пульти ДК
- куполоподібні металеві (з тонкого пружного металу) круглі пластинки (вони ж — замикачі). Особливість — малий хід (можливість використання в малогабаритних пристроях) за більшої жорсткості при натисненні:
  - наклеєні на основу (друковану плату, або на суцільну пластикову основу-плівку) — в мобільних телефонах, мультимедіапрогравачах та інших кишенькових пристроях;
  - в механізмі мініатюрних кнопок для портативної техніки, такі кнопки звуться тактовими;
- куполоподібні форми, витиснені у пластиковій пластині (з нанесеною з внутрішнього боку металізацією, що одночасно служить замикачем) — «тонкі» пульти ДК.

### Сенсорні кнопки
Сенсорна кнопка — це напівпровідниковий пристрій, який у залежності від місцеперебування дистанційно віддаленого від нього об'єкта спостереження (переважно це рука людини) керує станом підключеної до неї зовнішнього електронного кола за допомогою вбудованого комутаційного елемента.

#### Переваги сенсорних кнопок
Сенсорні кнопки можна розглядати як альтернативу до механічних кнопок. Вони не зношуються, не ламаються. Сенсорні кнопки спрацьовують від легкого торкання пальця і не вимагають зусилля для натискання.
Сенсорна кнопка це електронний прилад, термін дії якої не обмежений кількістю натискань. З боку чутливої поверхні забезпечується герметизація з рівнем IP68 за IEC 60529 (DIN 40050, ГОСТ 14254-96).

#### Застосування
Кнопки застосовуються в системах керування обладнанням в медицині, хімічній, фармацевтичній, харчовій промисловості при виконанні в оболонці з гігієнічних матеріалів. Сенсорні кнопки розрізняють дотик руки, одягненої навіть в гігієнічну рукавичку (латекс, поліетилен тощо).

#### Принцип роботи
Чутлива поверхня кнопки генерує електростатичне поле і реагує на зміну ємності при потраплянні в поле тіла, що має певну діелектричною проникністю.
Датчик налаштовано на торкання руки людини. З метою усунення завад і випадкового спрацювання, схема кнопки сканує торкання протягом короткого проміжку часу, що зазвичай відповідає часу реакції людини при натисненні. При спрацюванні кнопки відбувається перемикання вихідного транзисторного ключа і, відповідно, зміна рівня вихідного електричного сигналу.

## Виконання кнопок
Зона чутливої поверхні кнопки може бути оснащена підсвіткою, яка при торканні змінює колір, наприклад, з зеленого на червоний чи навпаки. Сенсорні кнопки включають моделі із зовнішнім перемиканням світлової індикації, що дозволяє відбивати стан кіл керування. В центрі чутливої поверхні, може розміщатись піктограма, що вказує на призначення кнопки.
В залежності від потреби у стійкості до зовнішніх впливів конструктивні реалізації кнопки можуть бути пило-, волого-, газозахищеними, герметичними, жаро- та удароміцними.
Ступінь захисту кнопок (виконання) обумовлюється на базі стандартів системи класифікації ступенів захисту оболонки електрообладнання IEC 60529 (DIN 40050, ГОСТ 14254-96).